# David Hyde Pierce
David Hyde Pierce (Saratoga Springs, 3 de abril de 1959) é um ator estadunidense vencedor de quatro prêmios Emmy, dois Screen Actors Guild e um Tony. É mais conhecido por interpretar o Dr. Niles Crane no seriado Frasier (1993-2004) da NBC. Alguns papéis de destaque no cinema foram em The Fisher King, Sleepless in Seattle, Wolf, Nixon, Chain of Fools e Down With Love.
Em maio de 2007, numa entrevista à CNN, David Hyde Pierce revelou a sua homossexualidade e parceria com o diretor e produtor de televisão Brian Hargrove.